# Anoplophora bowringii
Anoplophora bowringii är en skalbaggsart som först beskrevs av White 1858. Anoplophora bowringii ingår i släktet Anoplophora och familjen långhorningar.
Artens utbredningsområde är:
- Laos.
- Myanmar.

Inga underarter finns listade i Catalogue of Life.